# 徐继畬
徐继畬（1795年—1873年），字松龕，又字健男，号牧田、松龕先生，室名退密齋，山西代州五臺縣人。生于乾隆六十年，卒于同治十二年，中国清朝学者，是中国近代开眼看世界的先驱之一。
徐继畬最重要的著作是介绍世界各国风土人情的《瀛寰志略》，他在书中所推崇的西方政治制度，就当时而言，其思想是非常超前的。虽然推崇西方制度，但也深知清朝现实，为人谨慎，仕途坎坷。同治年间官至太仆寺卿，加二品顶戴。

## 生平
徐继畬于乾隆六十年（1795年）出生在山西代州五台县东冶镇。其父徐潤第是进士出身，徐继畬从小便受到较为良好的家庭教育，并且曾经师从高鹗等名人。
道光六年（1826年），徐继畬考中进士，以朝考第一（朝元）被選为庶吉士，四年后成为翰林院编修，之后不久又成为陕西道监察御史。期间上疏弹劾忻州知州史梦鲛以及保德知州林树云等人，并且上疏提议实行简政，深合道光帝意见，因此道光帝召徐继畬入朝觐见，向他询问各种时事，徐继畬都对答如流，深得皇帝欣赏。
道光十六年（1836年）十月，他开始担任广西浔州府知府。之后又历任福建延建邵道，署理汀漳龍道。道光二十年（1840年），当时时值鸦片战争爆发，英国军舰聚集厦门，与漳州近一水之隔。当地百姓都大为惊恐，徐继畬督兵勇昼夜防守漳州，誓与城门共存亡，百姓因此得以安定下来。因此，徐继畬得到了较好口碑。
道光二十二年（1842年），徐继畬任两广盐运使，隨即升任廣東按察使。次年，遷福建布政使。道光二十六年（1846年），升任广西巡抚，然而还未上任，就被改授福建巡抚。当时正值闽浙总督刘韻珂因病乞假，徐继畬便代理闽浙总督，和外国人交往加密，了解到很多国外的各种情报，為此後編著《瀛寰志略》打下基礎。
道光三十年（1850年），因为在福州发生的神光寺事件中处理事件的方法与当时在福州养病的林则徐以及其他一些官僚的意见不合，多次被言官弹劾。咸丰元年（1851年），徐繼畬因为「身膺疆寄，抚驭之道，岂竟毫无主见，任令滋扰」的理由被革职并召回北京，接受咸丰帝的当面问询。与咸丰帝对答完毕后，咸丰帝评价他为朴实，但终因言官弹劾势重，被降职为太仆寺少卿。
次年（1852年），吏部追查徐继畬在巡抚任内逮捕罪犯延迟一事，徐继畬因此被彻底罢官，回到故里。
当时正逢捻军之乱以及同治回亂，徐继畬协助官府率领团练协防辽州、上党、阳城等要地。深受当时兼任山西巡抚的沈桂芬的好评。咸丰六年（1856年）他被平遥超山书院聘为书院山长。同治四年（1865年），徐继畬被重新起用，任总理各国事务衙门行走并管理同文馆。之后又任太仆寺卿，授二品顶戴。同治八年（1869年）告老辞官，并于同治十二年（1873年）在家中去世。《清史稿》有傳。

## 著作
- 《瀛寰志略》十卷

《瀛寰志略》成书于道光二十九年（1849年），是由徐继畬根据自己在福建两广地区做地方官时通过与西方人的交往中获取到的知识，书籍而加以整理，从而编纂出的一本介绍世界各地风土人情的地理书。全书共十卷约14万字，按照亚洲、欧洲、非洲以及美洲的顺序介绍了世界各国的概况。
徐继畬在本书中不仅仅满足于对于风土人情的介绍，对于西方各国的政治体制也进行了深入的介绍，从而含蓄地指出西方强于东方并不仅仅是因为兵器或科技的先进，更重要的则在于政治体制的优越性。由于本书的叙述客观真实，突破了以往中国士大夫对于中国以外地区的偏见，因此本书对后世的洋务运动以及戊戌变法都产生了巨大影响，对于日本的明治维新也产生了一定影响。
徐继畬陈述政体崇简的上疏
「皇上廣開言路，諸臣條奏苟有可取，無不通行訓諭，惟是積習疲玩已久，煌煌聖諭，漠不經意，輕褻甚矣。臣以為諸臣條奏，或非大體所關，或非時務所急，原不必悉見明文。若事關切要，聖慮折中，期於必行者，即降諭旨，宜重考成。度其事之難易，限年興革。如仍前玩視，於本案外重治以違旨之罪。此教令之宜簡也。六部則例日增，律不足，求之例；例不足，求之案：陳陳相因，棼亂如絲。論者謂六部之權，全歸書吏。非書吏之有權，條例之煩多使然也。臣以為當就現行事例，精審詳定，取切於事理者，事省十之五，文省十之七，名曰簡明事例，使當事各官得以知其梗概，庶不至聽命於書吏。此則例之宜簡也。考功、職方，議功議過，使百僚知勸懲也。現行之條，苦於太繁太密，不得大體。嘗見各直省州縣有蒞任不及一年，而罰俸至數年十數年者，左牽右掣，動輒得咎。且議處愈增愈密，規避亦愈出愈奇，彼此相遁，上下相詭，非所以清治道也。臣以為各官處分，凡關於國計民生，官箴品行，不妨從重從嚴；其事涉細微，無關治體，與夫苛責太深，情勢所難者，當準情酌理，大加刪削。此處分之宜簡也。」
美国首都华盛顿纪念碑底座的墙壁上有一块由大清於1853年赠送給美國的纪念石。石上刻有摘自《瀛寰志略》关于华盛顿的文字：
「华盛顿，异人也。起事勇于胜广，割据雄于曹刘，既已提三尺剑，开疆万里，乃不僭位号，不传子孙，而创为推举之法，几于天下为公，骎骎乎三代之遗意。其治国崇让善俗，不尚武功，亦迥与诸国异。余尝见其画像，气貌雄毅绝伦，呜呼，可不谓人杰矣哉！米利坚合众国以为国，幅员万里，不设王侯之号，不循世襲之规，公器付之公论，创古今未有之局，一何奇也！泰西古今人物，能不以华盛顿为称首哉！」
其他著作有：
- 《兩漢志沿邊十郡考略》
- 《兩漢幽并凉三州今地考略》
- 《退密齋詩文集》
- 《松龕詩文集》

## 家族
与中华人民共和国元帅徐向前同出自山西望族五台徐氏。据1934年徐永信等续修铅印的《五台徐氏宗谱》，徐继畲系第二股第十五世，徐向前系第三股第十九世。二人是同族同谱，前者是后者的族高祖。曾擔任過台灣製鹽總廠（今臺鹽實業股份有限公司）工務處長的徐世柄亦出自五台徐氏。

## 外部連結
- 徐繼畲 （页面存档备份，存于） 中研院史語所
- 徐继畬研究網
- 李冬君，徐继畲及其《瀛环志略》 （页面存档备份，存于）《人物》杂志 2008年第9期

| 官衔          | 官衔                                                                                       | 官衔          |
| ------------- | ------------------------------------------------------------------------------------------ | ------------- |
| 前任： 周之琦 | 清朝廣西巡撫 道光二十六年十月十四 - 道光二十六年十二月二十五 1846年12月2日 - 1847年2月10日 | 繼任： 鄭祖琛 |